# 和田芳助
和田 芳助（わだ よしすけ、天保14年4月8日（1843年5月7日） - 明治43年（1910年）8月）は、幕末から明治時代の人物。木戸孝允の甥にあたり、孝允の実家・和田家を継承した。父は和田文譲、母は孝允の異母姉で文譲前妻の捨子。祖父は和田昌景。名は卯一郎、文景とも。
明治5年（1872年）大舎人。明治12年（1879年）大阪府十等警部、明治13年（1880年）埼玉県十七等出仕、明治15年（1882年）埼玉県警部、明治17年（1884年）鴻巣分署長、明治22年（1889年）頃から明治26年（1893年）にかけて長野県警部。
後に萩に戻った。和田家は孝允の妹の系統である和田小六に継承された。